# مانويلا ساينز
مانويلا ساينز (بالإسبانية: Manuela Sáenz) (و. 1795 في كيتو – 1856 م) هي ناشطة ثورية إكوادورية عملت على دعم القضية الثورية بجمع المعلومات وتوزيع المنشورات والاحتجاج من أجل حقوق المرأة، تلقت وسام الشمس تكريمًا لجهودها الثورية.